# 戰神II
《戰神II》為索尼電腦娛樂聖塔莫尼卡工作室所開發的《戰神》續篇新作，由索尼電腦娛樂發行。於2007年3月13日獨佔發行於PlayStation 2平台上。此遊戲為《战神》系列发售的第二部遊戲。新力电脑娱乐於2009年11月17日推出重製《戰神》與《戰神II》的《戰神合輯》版，並針對PS3硬體加以強化移植，解析度提升為720p，也支援PS3獎盃系統。按情节来看是《战神》系列第五作，也是《战神三部曲》的二部曲。

## 概要
《戰神II》故事發生於《戰神：斯巴達亡魂》之後。克雷多斯對母親卡莉絲托與弟弟得摩斯死於神明之手而仇恨奧林匹斯眾神，於是開始了復仇行動，以戰神的權能令斯巴达軍團战无不胜，众神因為管轄的城市接連被攻陷而感到憤怒。一日克雷多斯正進攻羅德島，並不顧雅典娜的勸阻親自下凡幫助友軍，此時宙斯趁克雷多斯陷入苦戰之際，投下奧林匹斯神劍假意幫助他，殊不知神劍卻吸收了克雷多斯全部神力，宙斯隨後奪劍殺死克雷多斯，消滅了所有斯巴達軍隊。但是在通往冥界的时候，克雷多斯卻被一直都在觀察其人生的大地之母盖亚所救，並回歸了地表。所以，克雷多斯踏上了寻找命运三女神的道路，终于，他杀死了命运三女神，改变了自己会被宙斯所杀的命运，最后与宙斯大战，在快將杀死宙斯的时候，雅典娜挺身而出，救了众神之王。但是不幸的是却被克雷多斯误杀，对于宙斯胆小鬼的行为，用自己的女儿来保命，克雷多斯愤怒了，他利用命運女神的力量穿越時間，回到過去到了泰坦聖戰的時刻，将众泰坦带到了未来，一并向奥林匹斯山进军，最終引發諸神之戰。

## 登場人物
- 克雷多斯（Kratos，配音員：泰倫斯‧C·卡森（英语：Terrence C. Carson））

戰神，被父親眾神之王宙斯殺害並褫奪神位。死後在冥界中殺出血路，成功找到命运三女神改变自己命运，但因为命运三女神不许奎托斯回到过去而被他杀害。最后一刻，当宙斯快被奎托斯手中的奥林匹斯神剑刺中时，雅典娜却挡下致命的一剑，临死前告诉他宙斯是他亲父一事。累积心中的对神的愤恨和雅典娜的死，促使奎托斯联合众泰坦(Titans)，向诸神进行复仇，之后更是率領泰坦族向奧林匹斯进军，引發諸神之戰。展开续作《戰神III》的故事。

### 奧林匹斯眾神
- 雅典娜（Athena，配音員：卡蘿·路吉爾（英语：Carole Ruggier））

智慧女神，也是克雷多斯的導師。前作的結尾中，獎賞他取代阿瑞斯成為新一代的戰神，然而之後克雷多斯卻濫用權能，使得雅典娜漸漸無法袒護，遂放任眾神處死克雷多斯。本作最後克雷多斯即將殺死宙斯時出面阻止，卻被對方誤殺，死前說出兩人實為父子關係，想勸克雷多斯放下仇恨然而為時已晚。
- 宙斯（Zeus，配音員：柯瑞·柏頓（英语：Corey Burton））

奧林匹斯神王，藉著推翻以父親克羅諾斯為首的泰坦神族掌權。前作克雷多斯打開潘朵拉魔盒後，受盒中的恐懼之力侵蝕，他開始擔憂弒父登基的循環再度重演。
故事開頭克雷多斯下凡攻打羅德島時化身為老鷹，操控島上的太陽神巨像攻擊他，並欺騙他使用奧林匹斯之劍擊敗敵人，隨即便趁機取回神劍將失去神力的克雷多斯殺死，事後更滅了留在島上的軍隊與斯巴達全地以斬草除根。
遊戲尾聲被回到過去的克雷多斯偷襲，奧林匹斯之劍也被奪走，驚訝於克雷多斯能耐的他隨即化身巨人戰鬥，但最終不敵，逃跑後決定召集眾神開戰。

### 泰坦
- 蓋亞（Gaia，配音員：琳達·杭特）

大地之母，也是希臘所有神明的創造母神，泰坦戰爭後與戰敗的同胞一同被囚禁。實際上也是前作《戰神》的旁白，為了擺脫囚禁，蓋亞使用預知能力暗中觀察克雷多斯的人生，最終趁他被宙斯殺死後，引導克雷多斯踏上改變命運的旅途，企圖利用他反攻奧林匹斯。
- 亞特拉斯（Atlas，配音員：麥可·克拉克·鄧肯）

四臂泰坦，於泰坦戰爭被黑帝斯奪去靈魂而被囚禁在塔爾塔羅斯。《奧林匹斯之鍊》中被克雷多斯綁住手臂，代替被自己摧毀的擎天柱支撐世界。本作由於克雷多斯與伊卡洛斯打鬥後又墜回地獄，不得已打斷其中一手的鎖鏈，亞特拉斯原先打算捏碎他，但聽聞克雷多斯決定殺死宙斯後，便直接將他送往創世之島的中心。
- 普羅米修斯（Prometheus，配音員：艾倫·歐本海默（英语：Alan Oppenheimer））

知識的泰坦，在戰爭中預知奧林匹斯神族的勝利而倒戈，所以沒有被囚禁於塔爾塔羅斯。但之後卻盜走聖火傳給凡人，被激怒的眾神因而將他綁在堤豐的手掌上，並有一隻老鷹啄食他不斷再生的內臟。見到克雷多斯時，普羅米修斯已經不堪折磨，要求他將自己投入聖火燒死，而克雷多斯也答應他的要求，用堤豐之禍射斷綑綁他的鎖鏈，使他得以在火中解脫。死前將自己的神力「泰坦之怒(Rage of the Titans)」纏繞在克雷多斯身上。
- 堤豐（Typhon，配音員：弗雷德·塔塔西奧雷（英语：Fred Tatasciore））

蓋亞的兒子之一，風暴泰坦。由於長期被關押在高加索山脈之下而精神失常，將克雷多斯的天馬壓在手掌下。之後被克雷多斯刺瞎雙眼，其左眼中藏有風暴製成的神弓「堤豐禍害(Typhon's bane)」。
- 克羅諾斯（Cronos，配音員：羅伊德·謝爾（英语：Lloyd Sherr））

奧林匹斯前任神王，宙斯、波賽頓、黑帝斯三兄弟的父親。過去於命運三姐妹口中聽聞自己將被親生子嗣推翻，擔憂之下便決定吞下與妻子瑞亞生下的每一個孩子。然而輪到么子宙斯即將被吞食時，瑞亞卻用石頭替換宙斯，並將他秘密送給蓋亞撫養，導致日後宙斯在蓋亞鼓勵下，向自己的父親復仇而發動泰坦戰爭，戰敗的克羅諾斯因此被流放至雅典附近的沙漠，並永遠揹著藏有潘朵拉魔盒的巨山作為刑罰。由於前作克雷多斯打開了魔盒，宙斯因此責怪他保護不力，改為關入塔爾塔羅斯，為此克羅諾斯將自身神力賜與目標一致的克雷多斯。

### 命運三女神
- 拉刻西斯（Lakhesis，配音員：李艾琳·貝克）

命運三姐妹的長女，手握的大鐮刀決定眾生的死亡。因克雷多斯欲反抗命運而與他戰鬥，發現身懷泰坦神力的克雷多斯難以對付後，召喚了妹妹阿特羅波斯夾攻他，結果仍被擊敗，兩人一同被困入鏡中擊碎而亡。
- 阿特羅波斯（Atropos，配音員：黛比·梅伊·魏斯特（英语：Debi Mae West））

命運三姐妹的次女，丈量命運者。響應姐姐的召喚，將克雷多斯捲入瀏覽命運絲線的鏡中，回到他與阿瑞斯決戰之時，並企圖打碎眾神之劍以徹底除掉他，結果戰敗，兩人一同被困入鏡中擊碎而亡。
- 克洛托（Clotho，配音員：蘇珊·西洛（英语：Susan Silo））

命運三姐妹的么女，體型巨大有如一隻臃腫的毛蟲，無時不刻的分泌絲線，並將其捲到紡錘上，成為希臘眾生的命運。為阻止克雷多斯使用命運絲線而出手攻擊，結果被對方以紡錘刺穿頭部而死。

### 其他人物
- 忒修斯（Theseus，配音員：保羅·艾丁（英语：Paul Eiding））

海神波賽頓之子。過去也曾是一名半神英雄，但卻被眾神冷落，只派他管理送給命運三姐妹的時間駿馬。在聽聞克雷多斯企圖改變命運後，大肆嘲諷並拿出武器，打算殺死他以證明自己才是全希臘最強的戰士。結果被對方奪走手臂上的駿馬機關鑰匙，並以大門夾爛頭部而死。
- 柏修斯（Perseus，配音員：哈利·哈姆林（英语：Harry Hamlin））

希臘英雄之一，宙斯之子，身上帶有可以隱形的頭盔與鏡子一般光亮的盾牌。為了改寫愛人安朵美達被波賽頓囚禁的命運而來到創世之島，卻被三姐妹拒於島嶼中心的門外，並誤以為她們要自己殺死克雷多斯這個叛變神明作為考驗，因此爆發了衝突。結果被對方甩到鉤子上插死。
- 伊卡洛斯（Icarus，配音員：鮑勃·喬斯（英语：Bob Joles））

希臘建築師代達羅斯之子，過去曾與父親被克里特國王米諾斯囚禁，靠著父親所作的蠟製翅膀逃脫，然而伊卡洛斯卻在飛行途中離太陽過近，導致翅膀融化墜入冥界，之後雖然在地下修好了翅膀而再度飛回人間，但為了抹去自己在冥界花費的幾十年時間，還是來到了創世之島。不料卻因為對克雷多斯炫耀自己背上的翅膀，反被對方硬生生奪走，再度墜回冥界而亡。
- 蠻王阿曆克（Barbarian King/Alrik，配音員：鮑勃·喬斯）

來自東方安納托利亞的野蠻人國王，於前作回憶中被克雷多斯斬殺，但後來卻受冥王黑帝斯的庇護而得以重返人間，並駕馬阻攔克雷多斯前往創世之島。結果一戰之後被他搶過戰鎚打死，再度墜回冥界。
- 老船長（The boat captain，配音員：凱斯·佛古森（英语：Keith Ferguson））

系列搞笑角色，前作中兩度倒楣被克雷多斯害死。本作中又被阿曆克召喚出來對付克雷多斯，一看到他便慌張的四處逃跑，最後仍被他再度殺死，墜回冥界。

## 發行版本
- 2009年11月17日SCEA推出重製《戰神》與《戰神II》的《戰神合輯（英语：God_of_War_video_game_collections#God_of_War_Collection）》版，並針對PS3硬體加以強化移植，解析度提升為720p，也支援PS3獎盃系統。
- 2012年8月28日SCEA推出合集《战神：历代记》，收錄《戰神合輯（英语：God_of_War_video_game_collections#God_of_War_Collection）》版与《战神3》，解析度提升為720p，也支援PS3獎盃系統。

## 外部連結
- （英文）《戰神II》英文官方網站 （页面存档备份，存于）
- （中文）《戰神II》中文簡介 （页面存档备份，存于）